# 本能寺
35°00′37″N 135°46′06″E / 35.010294°N 135.768281°E
本能寺（日语：／）是位於日本京都府京都市中京區的一所佛教寺院，教派是法華宗本門流，本尊是日蓮曼陀羅本尊。

## 歷史
寺院建於1433年。曾經多次因為大火而被燒毀的記錄。此本能寺與原址不同，早先位於蛸薬師通與小川通路口有一石柱刻著(此付近本能寺址)，近年在油小路通靠近蛸薬師通的一所舊學校旁（堀川高等學校）發現可能是本能寺原址的遺留建築。
1582年，日本史上的重要事件本能寺之變發生，明智光秀兵變並火燒本能寺，其主君織田信長困在本能寺自杀，
經此一役後，本能寺並沒有在原址重建，目前的本能寺建在京都京都市役所前站附近。

## 參考文獻

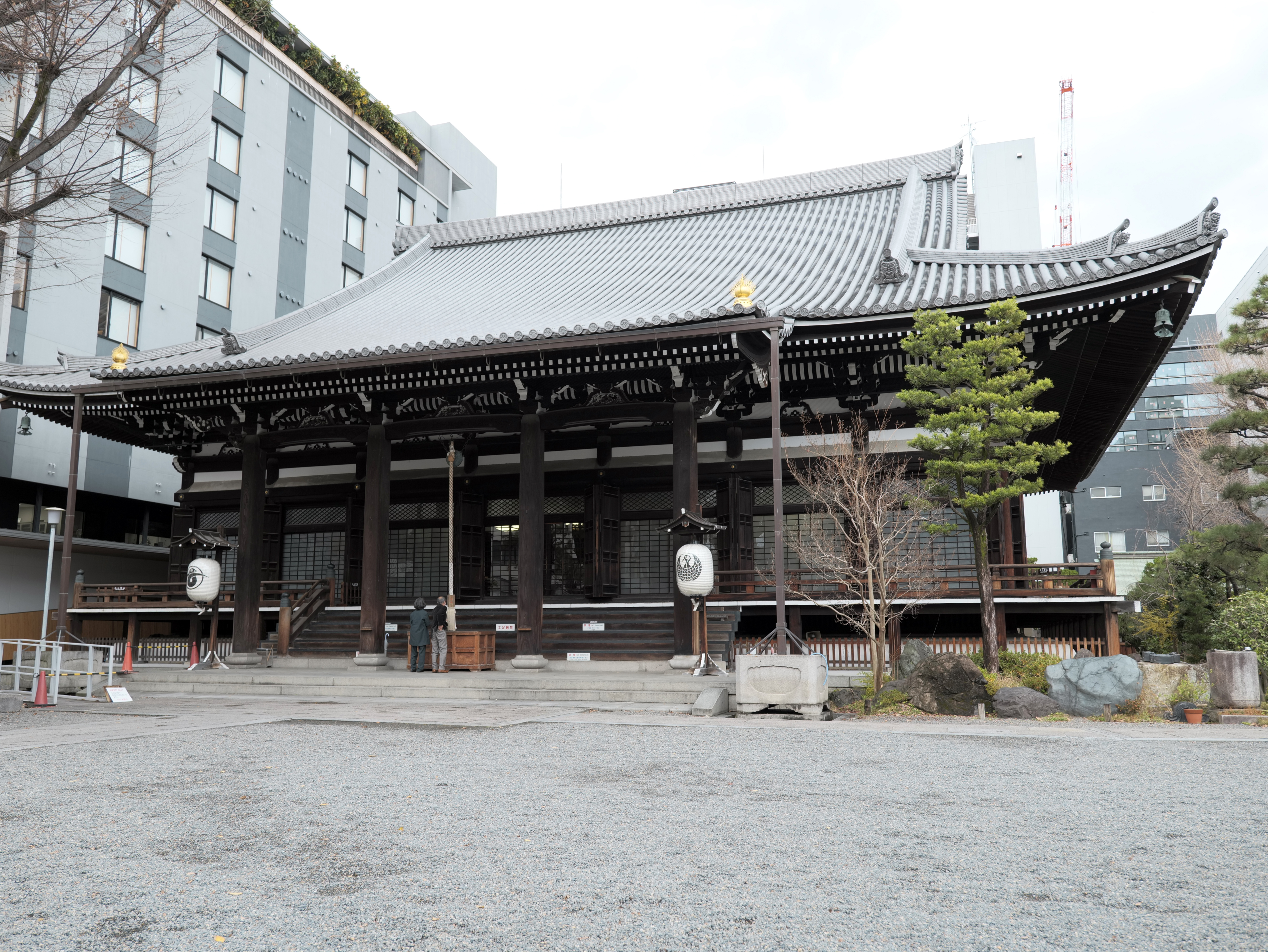
本能寺主殿

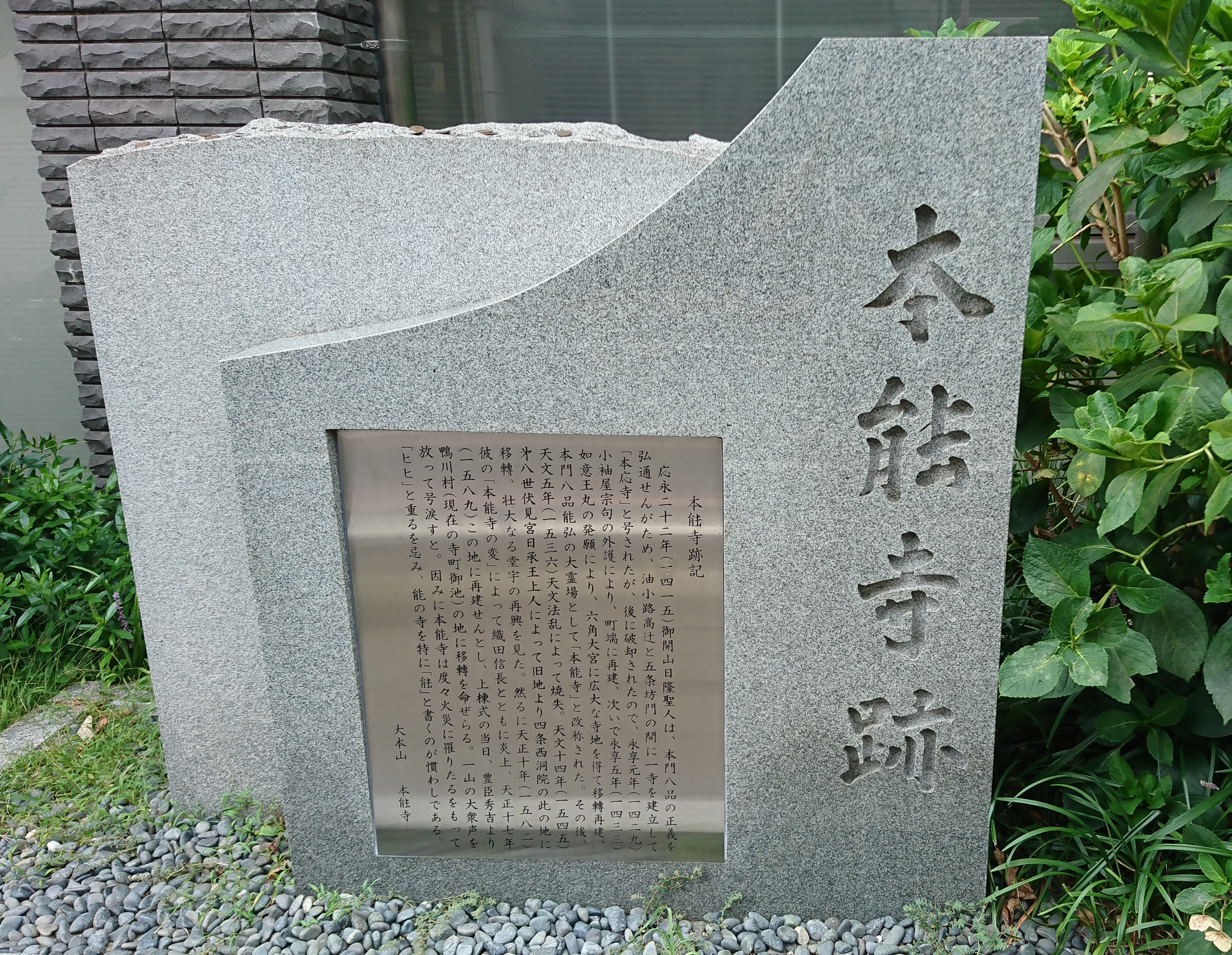
本能寺跡